# Équipe du Zimbabwe de cricket

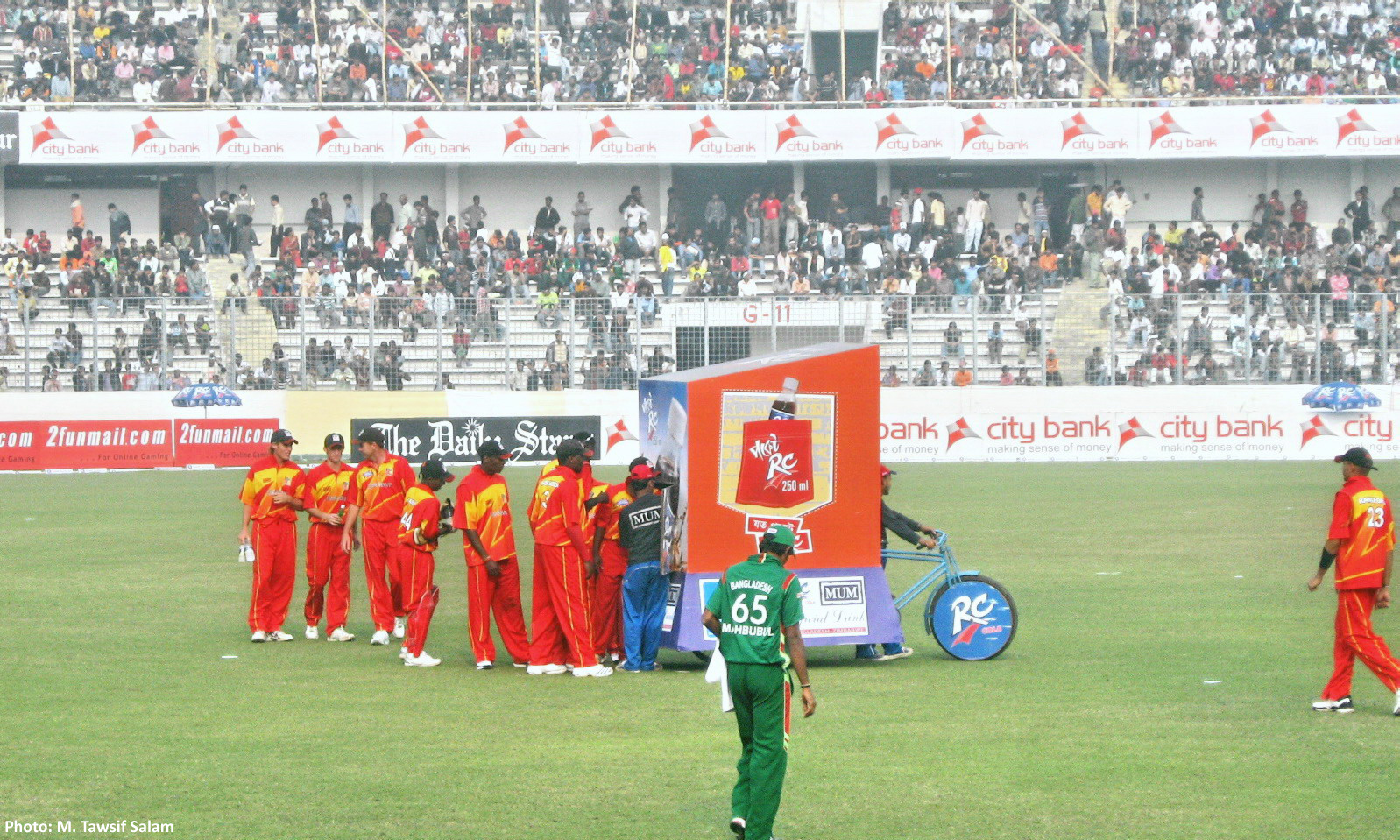
Les joueurs zimbabwéens prennent le 'drink break' pendant un match contre le Bangaladesh au Sher-e-Bangla Cricket Stadium, Dhaka, le 23 janvier 2009.

L'équipe du Zimbabwe de cricket représente le Zimbabwe au niveau international sous le patronage de la fédération zimbabwéenne de cricket, Zimbabwe Cricket. Elle participe à sa première coupe du monde en 1983 et dispute son premier test-match en 1992.

## Histoire
Le Zimbabwe - connu sous le nom de Rhodésie jusqu'en 1980 - avait une équipe nationale de cricket avant d'atteindre le statut Test.
Un bref résumé des moments clés:
La Rhodésie était représentée dans le tournoi de cricket national sud-africain, la Coupe Currie, de façon sporadique de 1904 à 1932, puis régulièrement de 1946 jusqu'à l'indépendance.
Après l’indépendance, le pays a commencé à jouer davantage au cricket international.
Le 21 juillet 1981, le Zimbabwe est devenu membre associé de la CPI.
Le Zimbabwe a participé à la Coupe du monde de cricket en 1983, ainsi qu'aux événements de 1987 et 1992 [8].
La première campagne de la Coupe du monde organisée par le Zimbabwe en 1983 s'est terminée en phase de groupes, après la défaite de cinq de ses six matches. Cependant, ils ont lancé une surprise contre l'Australie. Battant d'abord, le Zimbabwe a totalisé 239 pour un total de 6 dans les 60 retraits alloués. Le skipper Duncan Fletcher a été le meilleur buteur avec 69 buts non sortants. Fletcher a ensuite publié les meilleurs chiffres en carrière de 4 pour 42, limitant l'Australie à 226 pour 7, enregistrant ainsi une surprise stupéfiante dans l'histoire du cricket. [9]
En 1987, lors de la Coupe du monde de football, le Zimbabwe avait perdu ses six matches de la phase de groupes, même s'il avait failli s'imposer face à la Nouvelle-Zélande. Après avoir battu 243 victoires sur 50, le batteur-batteur David Houghton en a marqué 142, mais le Zimbabwe a été éliminé pour 239 en finale, perdant donc par trois points. [10]
Lors du tournoi de 1992, le Zimbabwe n'a pas réussi à dépasser le stade du tournoi à la ronde, perdant sept de ses huit matches, bien que deux succès aient été enregistrés. Contre le Sri Lanka lors de son premier match, le Zimbabwe a enregistré le total le plus élevé de l'époque, 312 pour 4, avec le batteur-batteur Andy Flower qui a marqué le premier but, avec 115 défaites. Cependant, les Sri Lankais ont poursuivi ce total avec quatre balles à revendre, remportant la victoire par trois guichets [11].
Dans leur dernier match, le Zimbabwe a fait face à l'Angleterre lors d'une rencontre sans conséquence, l'Angleterre ayant déjà participé aux demi-finales. Au Zimbabwe, Eddo Brandes a ensuite frappé 4 à 21, renonçant notamment à la première balle de Graham Gooch, pour aider l’Angleterre à réduire son score à 125, et donner ainsi au Zimbabwe une victoire éclatante à neuf points.

## Palmarès
| Coupe du monde de cricket - 1975 : - - 1979 : - - 1983 : premier tour - 1987 : premier tour - 1992 : 9e - 1996 : premier tour - 1999 : 5e - 2003 : 6e - 2007 : premier tour - 2011 : premier tour - 2015 : premier tour - 2019 : (n'a pas été qualifié) |  | ICC Champions Trophy - 1998 : premier tour - 2000 : quart de finale - 2002 : premier tour - 2004 : premier tour - 2006 : tour de qualification - 2009 : (n'a pas été qualifié) - 2013 : (n'a pas été qualifié) - 2017 : (n'a pas été qualifié) |  | ICC Trophy - 1982 : vainqueur - 1986 : vainqueur - 1990 : vainqueur - 1994 - 2014: - - 2018 : 3e |  | ICC World Twenty20 - 2007 : premier tour - 2009 : - - 2010 : premier tour - 2012 : premier tour - 2014 : premier tour - 2016 : premier tour - 2021 : (suspendu) |

## Personnalités

### Joueurs actuels
| Nom                  | Âge      | Formats         | Notes                             |
| Batteurs             | Batteurs | Batteurs        | Batteurs                          |
| -------------------- | -------- | --------------- | --------------------------------- |
| Wesley Madhewere     | 24       | ODI, T20I       |                                   |
| Emmanuel Bawa        | 21       | ODI, T20I       |                                   |
| Tinashe Kamunhukamwe | 30       | ODI, T20I       |                                   |
| Cephas Zhuwao        | 40       | ODI, T20I       |                                   |
| Malcolm Waller       | 40       | Test, ODI, T20I |                                   |
| Craig Ervine         | 39       | Test, ODI, T20I |                                   |
| All-Rounders         |          |                 |                                   |
| Tinotenda Mutombodzi | 34       | ODI, T20I       | (Spin)                            |
| Sean Williams        | 38       | Test, ODI, T20I | (Spin) Capitaine en Tests         |
| Timycen Maruma       | 36       | Test, ODI, T20I | (Spin)                            |
| Tony Munyonga        | 26       | T20I            | (Spin)                            |
| Chamu Chibhabha      | 38       | ODI, T20I       | (Pace) Capitaine en ODIs et T20Is |
| Gardiens de Guichet  |          |                 |                                   |
| Regis Chakabva       | 37       | Test, ODI, T20I |                                   |
| Richmond Mutumbami   | 35       | Test, ODI, T20I |                                   |
| Brendan Taylor       | 39       | Test, ODI, T20I |                                   |
| Lanceurs (pace)      |          |                 |                                   |
| Tendai Chatara       | 34       | Test, ODI, T20I |                                   |
| Daniel Jakiel        | 25       | T20I            |                                   |
| Richard Ngarava      | 27       | ODI, T20I       |                                   |
| Neville Madziva      | 33       | ODI, T20I       |                                   |
| Carl Mumba           | 30       | Test, ODI, T20I |                                   |
| Milton Shumba        | 24       | ODI, T20I       |                                   |
| Lanceurs (spin)      |          |                 |                                   |
| Wellington Masakadza | 31       | Test, ODI, T20I |                                   |
| Ainsley Ndlovu       | 29       | ODI, T20I       |                                   |

### Capitaines en Test cricket
|    | Joueur             | Période         |
| -- | ------------------ | --------------- |
| 1  | Dave Houghton      | 1992-1993       |
| 2  | Andy Flower        | 1993-2000       |
| 3  | Alistair Campbell  | 1996-2002       |
| 4  | Heath Streak       | 2000-2004       |
| 5  | Brian Murphy       | 2001            |
| 6  | Stuart Carlisle    | 2001-2002       |
| 7  | Tatenda Taibu      | 2004-2005       |
| 8  | Brendan Taylor     | 2011-2014       |
| 9  | Hamilton Masakadza | 2013-2019       |
| 10 | Graeme Cremer      | 2016-2018       |
| 11 | Sean Williams      | 2019 - en cours |
| 12 | Craig Ervine       | 2019-2020       |